# Anke Nienkerke-Springer
Anke Nienkerke-Springer (* 7. August 1957 in Osnabrück) ist eine deutsche Unternehmensberaterin und Autorin.

## Leben
Nienkerke-Springer studierte Sozialpädagogik, Erziehungswissenschaften, Sprechwissenschaften und Psychologie. Ihre Promotion absolvierte sie an der Universität Dortmund.
Anschließend war Nienkerke-Springer nach eigenen Angaben 10 Jahre im klinischen Bereich tätig, bevor sie sich 1999 als  Unternehmensberaterin selbstständig machte. Sie ist im Beirat und als Sprecherin für die Stiftung Home Instead aktiv.

## Veröffentlichungen (Auswahl)
- Die Kinderstimme – Ein systematischer Förderansatz. Luchterhand Fachverlag, Neuwied, 2000, ISBN 978-3-472-04345-4.
- Komm wir spielen Sprache: Handbuch zur psychomotorischen Förderung von Sprache und Stimme. (mit Wolfgang Beudels) Verlag Modernes Lernen, Dortmund, 2001, ISBN 978-3-8080-0566-8.
- Personal Branding. Durch Fokussierung in 10 Schritten zur einzigartigen Persönlichkeit. Gabal Verlag, Offenbach, 2018, ISBN 978-3-86936-878-8.
- Mit Fokussierung zu mehr Gelassenheit. (60 Impulskarten und 16-seitiges Booklet) Beltz Verlag, Weinheim, 2019, GTIN 4019172300104.
- Evolution statt Revolution. Unternehmerische Zukunft verantwortungsvoll gestalten. Gabal Verlag, Offenbach, 2020, ISBN 978-3-86936-963-1.